# Cabala (fumetto)
La Cabala (Cabal) è un immaginario gruppo di personaggi che compare nei fumetti pubblicati negli Stati Uniti d'America dalla Marvel Comics, creato da Brian Michael Bendis (testi) e Alex Maleev (disegni). È comparso la prima volta in Secret Invasion n. 8. Il gruppo è stato ideato come una versione malvagia degli Illuminati, e dai loro complotti è partito il Dark Reign dell'universo Marvel.

## Formazione
Il gruppo è stato formato da Norman Osborn al termine di Secret Invasion, quando viene eletto direttore dello S.H.I.E.L.D. (ora ribattezzato H.A.M.M.E.R.) ed è composto da alcuni dei più celebri e potenti supercriminali della Terra; secondo il loro creatore Brian Michael Bendis ognuno di essi rappresenta specularmente ognuno dei membri degli Illuminati:
- Norman Osborn ha preso il posto di Tony Stark, il ricco imprenditore che lavora con il governo.
- Dottor Destino, come il suo eterno nemico Reed Richards, rappresenta la scienza.
- Emma Frost, potente telepate mutante, prende il posto del professor Charles Xavier come portavoce degli Homo Superior.
- Loki è il rappresentante della magia, come lo fu il Dottor Strange.
- Hood rispecchia Freccia Nera, leader a capo di un gruppo di potenti soggetti.
- Namor è stato già a suo tempo un membro degli Illuminati, rappresenta il gruppo degli antieroi.

Ognuno di loro è spinto da forti ambizioni personali: il Dottor Destino, Namor e Loki vogliono riconquistare i loro rispettivi regni (Latveria, Atlantide e Asgard) mentre Hood intende estendere il suo dominio sulla malavita newyorkese; solo Emma Frost non è spinta da motivazioni egoistiche ma intende forgiare un'alleanza con Osborn per proteggere la comunità mutante dalla sua tirannia.

## Storia
Avendo a che fare da alcune tra le più forti e arroganti personalità della terra, Osborn ha non pochi problemi nel tenere insieme un'associazione di tale portata; oltre a promettergli ciò che più desiderano, Osborn sembra aver un asso nella manica, un misterioso individuo dal potere tale da "tener buoni" perfino i suoi alleati.
Sebbene in diverse occasioni i membri della Cabala si sono aiutati a vicenda, il gruppo ha avuto parecchi battibecchi durante le loro riunioni, in particolar modo, Sub-Mariner e il Dottor Destino non sembrano gradire i modi di Osborn; Doom in modo particolare aspetta il momento propizio per sbarazzarsi dei suoi soci. Loki invece sembra aver i suoi piani, e con l'ambiguità che lo contraddistingue, cerca di tenersi buoni i suoi alleati.
Le cose hanno iniziato a precipitare dopo gli eventi di Utopia, che hanno visto Namor ed Emma tradire la Cabala per appoggiare la causa mutante. In seguito, Destino decide di combattere Osborn prendendo come scusa il trattamento riservato al suo alleato Namor. Rimasto solo con Loki e Hood al suo fianco, Norman accetta di attaccare Asgard per far in modo che il Dio degli Inganni possa ottenerne il trono.

## Seconda Cabala e Secret Wars
Per risolvere il problema delle incursioni (ossia uno scontro tra Terre di universi alternativi, che provocherebbe la distruzione dei loro universi, a meno che una delle due non venga distrutta) Namor crea una nuova Cabala, composta da Maximus il Folle, Cigno Nero (una donna proveniente da un universo alternativo, dotata di telepatia, super forza e raggi energetici, che sembra sapere molto delle incursioni), Thanos, con i suoi alleati (Proxima Media Nox, e Gamma Corvi) e anche il Terrax proveniente da un'altra realtà, quando tutti gli universi sono stati distrutti e rimane solo il Battleworld, un mondo alternativo dove il Dottor Destino è il dio creatore; i membri della Cabala si scontrano con un contingente di Thor, le guardie personali di Destino, quando quest'ultimo interviene personalmente, lo "Sceriffo di Battleworld", ovvero il Dottor Strange, con un incantesimo spedisce gli eroi, sopraggiunti nel frattempo, e i membri della Cabala, ai quattro venti, disperdendoli su Battleworld, Proxima Media Nox e Gamma Corvi vengono catturati da uno dei baroni fedele a Destino, Cigno Nero scopre che era stata creata da Destino per uccidere le versioni alternative di Molecola dei vari universi, per evitare la loro implosione, e giura fedeltà al Dottor Destino, Namor si unisce a Pantera Nera per trovare un modo per sconfiggere il Dottor Destino, Maximus comincia a farsi chiamare "Il Profeta" e si mette a capo di una ribellione popolare ai danni di Destino mentre Thanos convince la Cosa, condannata da Destino a diventare parte dello Scudo, il muro che impedisce ai mostri di invadere il regno di Destino, a ribellarsi; arrivati alla battaglia finale, l'esercito di ribelli di Maximus va a pezzi e lo stesso "Profeta" viene ucciso, Terrax viene calpestato e ucciso da una versione alternativa di Galactus comandata come una marionetta da Franklin Richards, Proxima Media Nox, Gamma Corvi e Cigno Nero muoiono nel crollo del castello di Destino, causato da Groot, divenuto immenso per aver assorbito l'Yggdrasill, che fungeva da trono a Destino, Thanos e Namor vengono infine uccisi dallo stesso Destino.

## Altri media
- I supercriminali della Cabala sono gli antagonisti principali della serie animata Avengers Assemble. Nella prima versione della squadra è composta dal Teschio Rosso, MODOK, il Dottor Destino, Attuma, Dracula, Super-Adattoide e Hyperion. Nella seconda versione è composta, invece, da Loki, il Capo, l'Incantatrice, l'Esecutore, Kang il Conquistatore e Arnim Zola.
- Una versione della Cabala appare nei videogiochi crossover Marvel vs. Capcom 3: Fate of Two Worlds e Ultimate Marvel vs. Capcom 3, e sono composti dal Dottor Destino, Albert Wesker (personaggio cattivo di Resident Evil), MODOK, Magneto, il Super-Skrull, Taskmaster e Akuma (uno dei personaggi cattivi di Street Fighter).
- La Cabala appare solo in cameo nel videogioco Marvel Avengers: Battaglia per la Terra.
- La Cabala appare anche nel videogioco Marvel: Sfida dei campioni, ed composta da Iron Patriot, Loki, Kingpin e il Punitore 2099.